# Cucharilla (pesca)

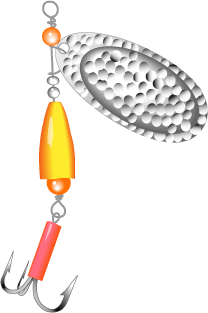
Una cucharilla

La cucharilla es un señuelo de pesca que debe su nombre a una o más hojas de metal en forma y manera que gira como una hélice cuando el señuelo está en movimiento, creando diversos grados de reflejos y la vibraciones que imitan a peces pequeños u otra presa. Las cucharillas se utilizan principalmente para la captura de peces depredadores como la perca americana, la trucha o el lucio.

## Modo de operación
La cucharilla atrae a los peces depredadores principalmente mediante la activación de un órgano especial de los peces llamado sistema de línea lateral por medio de la hoja al girar. El sistema de línea lateral permite a los peces "sentir" los objetos a distancia. La mayoría de los peces tienen el sentido del tacto bien desarrollado y pueden sentir el más mínimo cambio del flujo de agua a su alrededor como una serie de vibraciones que pueden advertir de los peligros que pueden tener otros peces que se acercan o indicar la ubicación de la presa.
La cucharilla también puede estimular otros sentidos de los peces al imitar la presa mediante la creación de destellos en el agua (a la vista) y mediante la creación de ondas sonoras en el agua (audición).

## Fuente
- Esta obra contiene una traducción  derivada de «Spinnerbait» de Wikipedia en inglés, concretamente de esta versión, publicada por sus editores bajo la Licencia de documentación libre de GNU y la Licencia Creative Commons Atribución-CompartirIgual 4.0 Internacional.

- Datos: Q24251437